# Естелнік (комуна)
Естелнік (рум. Estelnic) — комуна у повіті Ковасна в Румунії. До складу комуни входять такі села (дані про населення за 2002 рік):
- Валя-Скурте (277 осіб)
- Естелнік (856 осіб) — адміністративний центр комуни
- Керпіненій

Комуна розташована на відстані 185 км на північ від Бухареста, 42 км на північний схід від Сфинту-Георге, 68 км на північний схід від Брашова.

## Населення
У 2009 році у комуні проживала 1171 особа.